# Liste des monuments historiques de l'Yonne
Cet article recense les monuments historiques de l'Yonne, en France.

## Statistiques
Au 30 juillet 2025, l'Yonne compte 513 édifices comportant au moins une protection au titre des monuments historiques, dont 208 sont classés et 328 sont inscrits. Le total des monuments classés et inscrits est supérieur au nombre total de monuments protégés car plusieurs d'entre eux sont à la fois classés et inscrits.

## Listes
Les listes suivantes recensent les monuments historiques de l'Yonne :
- communes débutant de A à M : Liste des monuments historiques de l'Yonne (A-M) ;
- communes débutant de N à Z : Liste des monuments historiques de l'Yonne (N-Z).

Les communes qui comptent le plus de monuments historiques font l'objet de listes séparées :
- pour les monuments historiques de la commune d'Auxerre, voir la liste des monuments historiques d'Auxerre ;
- pour les monuments historiques de la commune de Joigny, voir la liste des monuments historiques de Joigny ;
- pour les monuments historiques de la commune de Sens, voir la liste des monuments historiques de Sens ;
- pour les monuments historiques de la commune de Tonnerre, voir la liste des monuments historiques de Tonnerre.